# Caucalis platycarpos
Espèce
Caucalis platycarpos, le Caucalis à feuilles de carotte ou Caucalis à fruits plats, est une espèce de plantes à fleurs la famille des Apiaceae. C'est une plante herbacée trouvée en Afrique du Nord, en Europe, au Moyen-Orient, jusqu'en Iran.

## Liste des sous-espèces et variétés
Selon Catalogue of Life (2 mai 2014) :
- sous-espèce Caucalis platycarpos subsp. bischoffii

Selon The Plant List (2 mai 2014) :
- sous-espèce Caucalis platycarpos subsp. bischoffii (Koso-Pol.) Soó

Selon Tropicos (2 mai 2014) (Attention liste brute contenant possiblement des synonymes) :
- sous-espèce Caucalis platycarpos subsp. bischoffii Soó
- sous-espèce Caucalis platycarpos subsp. muricata Holub
- variété Caucalis platycarpos var. muricata (Bisch. ex Čelak.) V. Tichomirov, comb. nova